# Stenoloba elegans
Stenoloba elegans är en fjärilsart som beskrevs av Louis Beethoven Prout 1928. Stenoloba elegans ingår i släktet Stenoloba och familjen nattflyn. Inga underarter finns listade i Catalogue of Life.